# Racing (videojuego)
Racing (Simple 1500 Series Vol. 13: The Race (SIMPLE 1500 シリーズ Vol.13 THE レース Shinpuru 1500 Shirīzu Vol. 13 Za Rēsu?) en Japón) (parte de la serie Simple 1500), y Pro Racer en Europa, es un videojuego de carreras desarrollado por Tamsoft y publicado por Culture Publishers en 1999, A1 Games en 2000 y Midas Interactive Entertainment en 2003 para PlayStation.
Más tarde, el 23 de septiembre de 2015 fue publicado por Sony Computer Entertainment America para PlayStation 3, PlayStation Portable y PlayStation Vita a través de PlayStation Network.

## Jugabilidad
Racing, como sugiere el título, es un juego de carreras sencillo. Cuenta con un recorrido de carreras de corta y larga distancia, una versión reflejada del recorrido largo y diferentes niveles de habilidad. Antes de que comience una carrera, los jugadores seleccionan un automóvil (de un total de 6) y luego configuran si quieren transmisión automática o manual, y si quieren una configuración de derrape o agarre.
En las carreras, el jugador compite contra 3 corredores oponentes. Los jugadores intentan lograr los tiempos de vuelta más rápidos y el tiempo total de carrera más rápido mientras intentan derrotar a sus oponentes. Luego se pueden guardar los tiempos más rápidos de los jugadores.
El juego también contiene un breve tutorial que explica los controles y algunas técnicas de carrera.

## Recepción
| Recepción |              |
| --- | ------------ |
| Puntuaciones de críticas Publicación Calificación AllGame [ 1 ] Electronic Gaming Monthly 2.5/10 [ 2 ] Famitsu 17/40 [ 3 ] Official PlayStation Magazine (EEUU) [ 4 ] PlayStation Magazine 2/10 [ 5 ] |              |
| Puntuaciones de críticas |              |
| Publicación | Calificación |
| AllGame | [ 1 ]        |
| Electronic Gaming Monthly | 2.5/10       |
| Famitsu | 17/40        |
| Official PlayStation Magazine (EEUU) | [ 4 ]        |
| PlayStation Magazine | 2/10         |

El juego recibió críticas negativas. En Japón, Famitsu le dio una puntuación de 17 sobre 40.